# Championnat d'Irlande de football 1990-1991
Navigation
Édition précédente Édition suivante
Le Championnat d'Irlande de football en 1990-1991. Dundalk FC remporte un nouveau titre de champion et devient le troisième club le plus titré après les Shamrock Rovers et Shelbourne FC.
Drogheda et UCD (qui ne seront restés qu’une année en Premier Division) redescendent et laissent leur place à Waterford et Sligo.
En First Division, Newcastle West disparaît et Saint James's Gate FC, premier vainqueur du championnat, fait son grand retour après avoir joué longtemps en ligue régionale.

## Les 22 clubs participants
| Premier Division - Athlone Town - Bohemians FC - Cork City FC - Derry City FC - Dundalk FC - Galway United - Limerick FC - St. Patrick's Athletic FC - Shamrock Rovers - Shelbourne FC - Sligo Rovers - Waterford United | First Division - Bray Wanderers - Cobh Ramblers FC - Drogheda United - UC Dublin - Finn Harps - Home Farm FC - Kilkenny City AFC - Longford Town - Monaghan United - Saint James's Gate FC |

## Classement

### Premier Division
| Place | Club                      | Points | Victoires | Nuls | Défaites | Buts pour | Buts contre | Différence |
| ----- | ------------------------- | ------ | --------- | ---- | -------- | --------- | ----------- | ---------- |
| 1er   | Dundalk FC                | 52     | 22        | 8    | 3        | 52        | 27          | +25        |
| 2e    | Cork City FC              | 50     | 19        | 12   | 2        | 45        | 18          | +27        |
| 3e    | St. Patrick's Athletic FC | 44     | 17        | 10   | 6        | 46        | 21          | +25        |
| 4e    | Shelbourne FC             | 42     | 18        | 6    | 9        | 59        | 30          | +29        |
| 5e    | Sligo Rovers              | 38     | 13        | 12   | 8        | 34        | 22          | +12        |
| 6e    | Shamrock Rovers           | 37     | 14        | 9    | 10       | 51        | 37          | +14        |
| 7e    | Derry City FC             | 35     | 13        | 9    | 11       | 51        | 28          | +23        |
| 8e    | Galway United             | 23     | 9         | 5    | 19       | 34        | 61          | -27        |
| 9e    | Bohemians FC              | 22     | 7         | 8    | 18       | 27        | 42          | -15        |
| 10e   | Athlone Town              | 19     | 6         | 7    | 20       | 22        | 53          | -31        |
| 11e   | Waterford United          | 17     | 6         | 5    | 22       | 22        | 62          | -40        |
| 12e   | Limerick FC               | 17     | 6         | 5    | 22       | 21        | 73          | -52        |

### First Division
| Place | Club                  | Points | Victoires | Nuls | Défaites | Buts pour | Buts contre | Différence |
| ----- | --------------------- | ------ | --------- | ---- | -------- | --------- | ----------- | ---------- |
| 1er   | Drogheda United       | 41     | 15        | 11   | 1        | 38        | 14          | +24        |
| 2e    | Bray Wanderers        | 38     | 16        | 6    | 5        | 40        | 17          | +23        |
| 3e    | Cobh Ramblers FC      | 32     | 12        | 8    | 7        | 31        | 20          | +11        |
| 4e    | Finn Harps            | 32     | 14        | 4    | 9        | 40        | 30          | +10        |
| 5e    | Saint James's Gate FC | 29     | 13        | 3    | 11       | 37        | 38          | -1         |
| 6e    | UC Dublin             | 27     | 11        | 5    | 11       | 32        | 25          | +7         |
| 7e    | Kilkenny City AFC     | 25     | 7         | 11   | 9        | 29        | 32          | -3         |
| 8e    | Home Farm FC          | 17     | 5         | 7    | 15       | 26        | 46          | -20        |
| 9e    | Longford Town         | 17     | 5         | 7    | 15       | 20        | 44          | -24        |
| 10e   | Monaghan United       | 12     | 4         | 4    | 19       | 27        | 54          | -27        |

## Source
- (en) Alex Graham, Football in the Republic of Ireland : a Statistical Record 1921–2005, Soccer Books Ltd, novembre 2005, 142 p. (ISBN 978-1862231351).